# Èrgies
Èrgies (en llatí Ergias, en grec antic Ἐργίας) fou un historiador grec nascut a  Rodes que va escriure una obra sobre la seva illa.
Probablement és el mateix personatge que Èrxies (Erxias), autor de l'obra Κολοφωνιακά. No s'ha pogut determinar quina de les dos formes del nom seria la correcta.